# Christmas Songs (Bad Religion)
Christmas Songs è un album di raccolta (natalizio) del gruppo musicale statunitense Bad Religion, pubblicato nel 2013.

## Tracce
1. Hark! The Herald Angels Sing – 1:59 (Felix Mendelssohn, Charles Wesley)
2. O Come All Ye Faithful – 2:04 (John Francis Wade, Frederick Oakeley)
3. O come, O come, Emmanuel – 2:07 (Trad., John Mason Neale)
4. White Christmas – 1:49 (Irving Berlin)
5. Little Drummer Boy – 2:04 (Katherine Kennicott Davis)
6. God Rest Ye Merry Gentlemen – 1:39 (Traditional)
7. What Child Is This? – 1:53 (William Chatterton Dix)
8. Angels We Have Heard on High – 2:07 (Traditional)
9. American Jesus (Andy Wallace Mix) – 3:19 (Brett Gurewitz, Greg Graffin)

## Formazione
- Greg Graffin – voce
- Brett Gurewitz – chitarra, cori
- Brian Baker – chitarra
- Jay Bentley – basso, cori
- Brooks Wackerman – batteria
- Greg Hetson – chitarra (in "American Jesus")
- Bobby Schayer – batteria (in "American Jesus")